# Севикян, Эдгар Мартиросович
Э́дгар Мартиро́сович Севикя́н (род. 8 августа 2001, Москва) — армянский и российский футболист, полузащитник венгерского клуба «Ференцварош» и сборной Армении.

## Клубная карьера
Воспитанник школы московского «Локомотива». Отец Эдгара Мартирос Севикян живёт в Москве. В 2017 году стал игроком «Леванте» после того, как приехал навестить в Валенсию мать и брата (брат позже также поступил в академию «Леванте»). 22 июня 2019 года заключил профессиональный контракт с клубом на три года.
19 января 2020 года Севикян дебютировал за «Атлетико Леванте» — фарм-клуб «Леванте» — в Сегунде B, выйдя на замену во втором тайме вместо Алекса Блесы в игре против «Сабаделя» (0:1). Через неделю вышел в стартовом составе на игру против «Эркулеса» и забил гол, принеся победу 3:1.
5 декабря 2020 года Севикян сыграл свой первый матч в чемпионате Испании, выйдя на замену на 83-й минуте встречи против «Хетафе» (3:0) и заменив отличившегося Хорхе де Фрутоса. Тем самым Севикян стал 29-м в истории чемпионата Испании российским легионером. Результативными действиями он, однако, не отметился.
В июле 2022 года перешёл в клуб РПЛ — «Пари Нижний Новгород». Через полтора года покинул клуб и подписал контракт с «Ференцварошем».
6 сентября 2024 года перешёл в московский «Локомотив» на правах аренды с опцией выкупа до конца сезона 2024/25. В июне 2025 года не был выкуплен и вернулся в «Ференцварош».

## Карьера в сборной
Выступал за юношеские сборные России разных возрастных категорий (от игроков не старше 15 лет до игроков не старше 20 лет). 
В сентябре 2023 года был вызван на учебно‑тренировочный сбор национальной команды России, но заявил, что не примет участия в нём, так как принял решение выступать за команду Армении. Дебютировал за Армению 12 октября 2023 года в отборочном матче Евро-2024 против Латвии.

## Достижения
«Ференцварош»
- Чемпион Венгрии: 2023/24

## Статистика выступлений
| Выступление          | Выступление       | Выступление      | Лига | Лига | Кубки | Кубки | Прочее | Прочее | Итого | Итого |
| Клуб                 | Лига              | Сезон            | Игры | Голы | Игры  | Голы  | Игры   | Голы   | Игры  | Голы  |
| -------------------- | ----------------- | ---------------- | ---- | ---- | ----- | ----- | ------ | ------ | ----- | ----- |
| Леванте              | Примера           | 2020/21          | 1    | 0    | 1     | 0     | —      | —      | 2     | 0     |
| Леванте              | Итого             | Итого            | 1    | 0    | 1     | 0     | —      | —      | 2     | 0     |
| → Атлетико Леванте   | Второй дивизион   | 2019/20          | 8    | 1    | —     | —     | —      | —      | 8     | 1     |
| → Атлетико Леванте   | Второй дивизион   | 2020/21          | 23   | 2    | —     | —     | —      | —      | 23    | 2     |
| → Атлетико Леванте   | Второй дивизион   | 2021/22          | 13   | 1    | —     | —     | —      | —      | 13    | 1     |
| → Атлетико Леванте   | Итого             | Итого            | 44   | 4    | —     | —     | —      | —      | 44    | 4     |
| Пари Нижний Новгород | Премьер-лига      | 2022/23          | 10   | 0    | 4     | 0     | 2      | 1      | 16    | 1     |
| Пари Нижний Новгород | Премьер-лига      | 2023/24          | 18   | 4    | 6     | 3     | —      | —      | 24    | 7     |
| Пари Нижний Новгород | Итого             | Итого            | 28   | 4    | 10    | 3     | 2      | 1      | 40    | 8     |
| Ференцварош          | Чемпионат Венгрии | 2023/24          | 12   | 1    | 4     | 1     | —      | —      | 16    | 2     |
| Ференцварош          | Итого             | Итого            | 12   | 1    | 4     | 1     | —      | —      | 16    | 2     |
| Всего за карьеру     | Всего за карьеру  | Всего за карьеру | 85   | 9    | 15    | 4     | 2      | 1      | 102   | 14    |